# Juncus acuminatus
Juncus acuminatus es una especie de junco conocida con el nombre común de tapertip rush y sharp-fruited rush. Es originaria de América del Norte y Central, desde Canadá hasta Honduras.

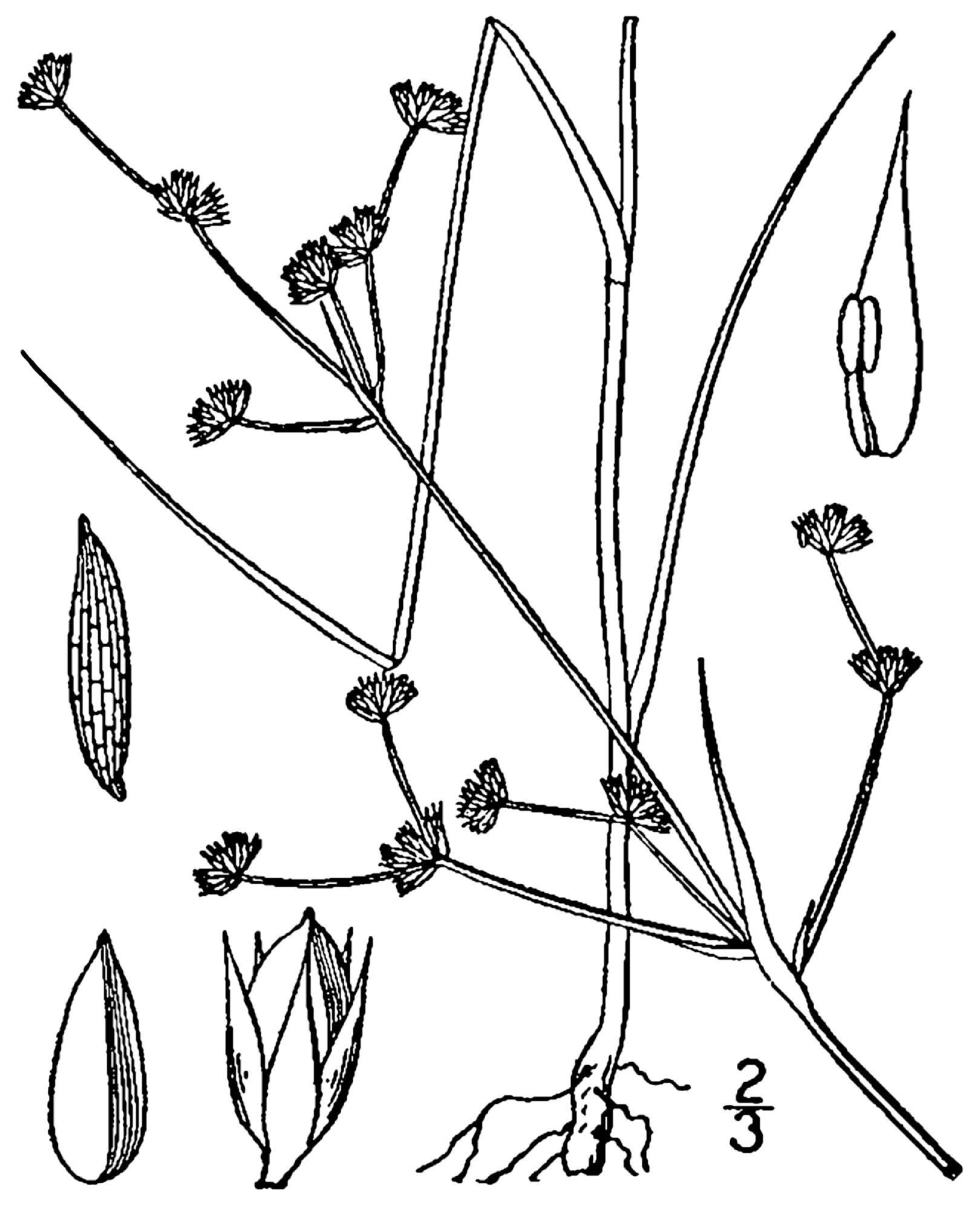
Ilustración

## Descripción
Es una planta herbácea rizomatosas perennifolia que forma grupos de hasta unos 80 centímetros de altura. La inflorescencia  es una matriz abierta de muchos de estos grupos con hasta 20 flores cada una. La flor tiene segmentos de unos pocos milímetros de largo que puede ser de color rojizo marrón claro a un color verdoso . 

## Taxonomía
Juncus acuminatus fue descrita por André Michaux y publicado en Flora Boreali-Americana 1: 192. 1803.
Etimología
Juncus: nombre genérico que deriva del nombre clásico latino  de jungere = , "para unir o vincular", debido a que los tallos se utilizan para unir o entrelazar".
acuminatus: epíteto latino que significa "estrechándose gradualmente hasta un punto".
Sinonimia
- Juncus sylvaticus Muhl., Descr. Gram.: 206 (1817), nom. superfl.
- Juncus acuminatus var. legitimus Engelm. in A.Gray, Manual, ed. 5: 542 (1867).
- Juncus paradoxus E.Mey., Syn. Junc.: 30 (1822).
- Tristemon album Raf., Autik. Bot.: 191 (1840).
- Tristemon macrocarpon Raf., Autik. Bot.: 191 (1840).
- Juncus fraternus Kunth, Enum. Pl. 3: 340 (1841).
- Juncus multiceps Kunze, Enum. Pl. 3: 337 (1841).
- Juncus polycephalus var. paradoxus (E.Mey.) Torr., Fl. New York 2: 327 (1847).
- Juncus pondii Alph.Wood, Class-book Bot.: 724 (1861).
- Juncus bolanderi var. riparius Jeps., Fl. Calif. 1: 255 (1921).[4]